# 韓皐
韓 皋（かん こう、746年 - 824年）は、唐代の官僚・政治家。字は仲聞。本貫は京兆府長安県。

## 経歴
韓滉の子として生まれた。雲陽県尉から賢良科に抜擢され、右拾遺に任じられた。左補闕に転じ、起居郎・考功員外郎に累進した。貞元3年（787年）、父が死去すると、韓皋は辞職して喪に服した。喪が明けると、韓皋は知制誥となった。中書舎人・御史中丞・尚書右丞・兵部侍郎を歴任した。貞元11年（795年）、京兆尹に転じた。鄭鋒を推挙して倉曹とし、銭穀のことを管掌させたが、鄭鋒は下に対して苛酷だったため、人々に恨まれた。鄭鋒は府中の雑銭を捜索し、民衆から穀物30万石を買い上げて進奉し、恩寵を図るよう韓皋に勧めた。韓皋はその策を聞き入れ、鄭鋒を推挙して興平県令に転じた。
貞元14年（798年）、韓皋は民衆に訴えられて、撫州司馬・員外置同正員に左遷された。ほどなく杭州刺史に転じ、再び尚書右丞に任じられた。貞元21年（805年）、順宗の下で王叔文らが永貞革新を進めると、韓皋は王叔文らを憎んだ。韓皋の従弟の韓曄は王叔文らに協力しており、韓皋を告発した。このため韓皋は鄂州刺史・鄂岳蘄沔等州観察使として出された。元和元年（806年）、鄂岳蘄安黄等州節度使に進んだ。元和3年（808年）、潤州刺史・鎮海軍節度使・浙西観察使に転じた。元和6年（811年）、東都留守となった。元和8年（813年）6月、検校吏部尚書を加えられ、許州刺史を兼ね、忠武軍節度使をつとめた。陳州と許州の洪水の後、韓皋は絹布など10万匹を賜ったが、全て軍をねぎらうために消費した。その統治は簡素で倹約なことで知られた。元和9年（814年）、入朝して吏部尚書となり、太子少傅を兼ね、判太常寺卿事をつとめた。元和11年（816年）3月、皇太后王氏が死去すると、韓皋は大明宮使をつとめた。元和15年（820年）閏1月、憲宗の山陵礼儀使をつとめた。3月、穆宗の師保をつとめた旧恩により、検校尚書右僕射を加えられた。長慶元年（821年）1月、正式に尚書右僕射に任じられた。長慶2年（822年）4月、尚書左僕射に転じた。この年、本官のまま東都留守をつとめた。長慶4年（824年）1月甲戌、戯源駅で突然死した。享年は79。太子太保の位を追贈された。諡は貞といった。

## 伝記資料
- 『旧唐書』巻129 列伝第79
- 『新唐書』巻126 列伝第51